# Нафазолин
Нафазолин — лекарственное средство, α2-адреномиметик, антиконгестант (средство для сужения сосудов, противоотёчное) для местного применения короткого действия. Производное имидазолина. Белый или белый с желтоватым оттенком кристаллический порошок, трудно растворим в воде, растворим в спирте. Постоянное применение нафтизина, нафазолина, как и других деконгестантов местного действия часто вызывает самостоятельное заболевание — медикаментозный ринит, а также психологическую и физиологическую зависимость.

## Фармакология
Фармакологическое действие — α-адреномиметическое, сосудосуживающее
, антиконгестивное. Возбуждает α2-адренорецепторы, вызывает вазоконстрикцию (в первую очередь действует на сосуды с наибольшей плотностью α-адренорецепторов — сосуды слизистых оболочек и почек), расширяет зрачок, обладает противовоспалительными (противоотёчными) свойствами. Сосудосуживающий эффект при местной аппликации на слизистую оболочку носа и глаз наступает через несколько минут и продолжается в течение нескольких часов. При ринитах облегчает носовое дыхание, уменьшая приток крови к венозным синусам. Системное действие проявляется повышением АД.
При местном применении абсорбируется в системный кровоток. Хорошо и быстро всасывается слёзными железами. Данных о распределении нафазолина у людей нет. Не проходит через ГЭБ.
При длительном назначении действие постепенно уменьшается (развитие толерантности), поэтому после 5—7 дней применения необходим перерыв на несколько дней.

## Применение

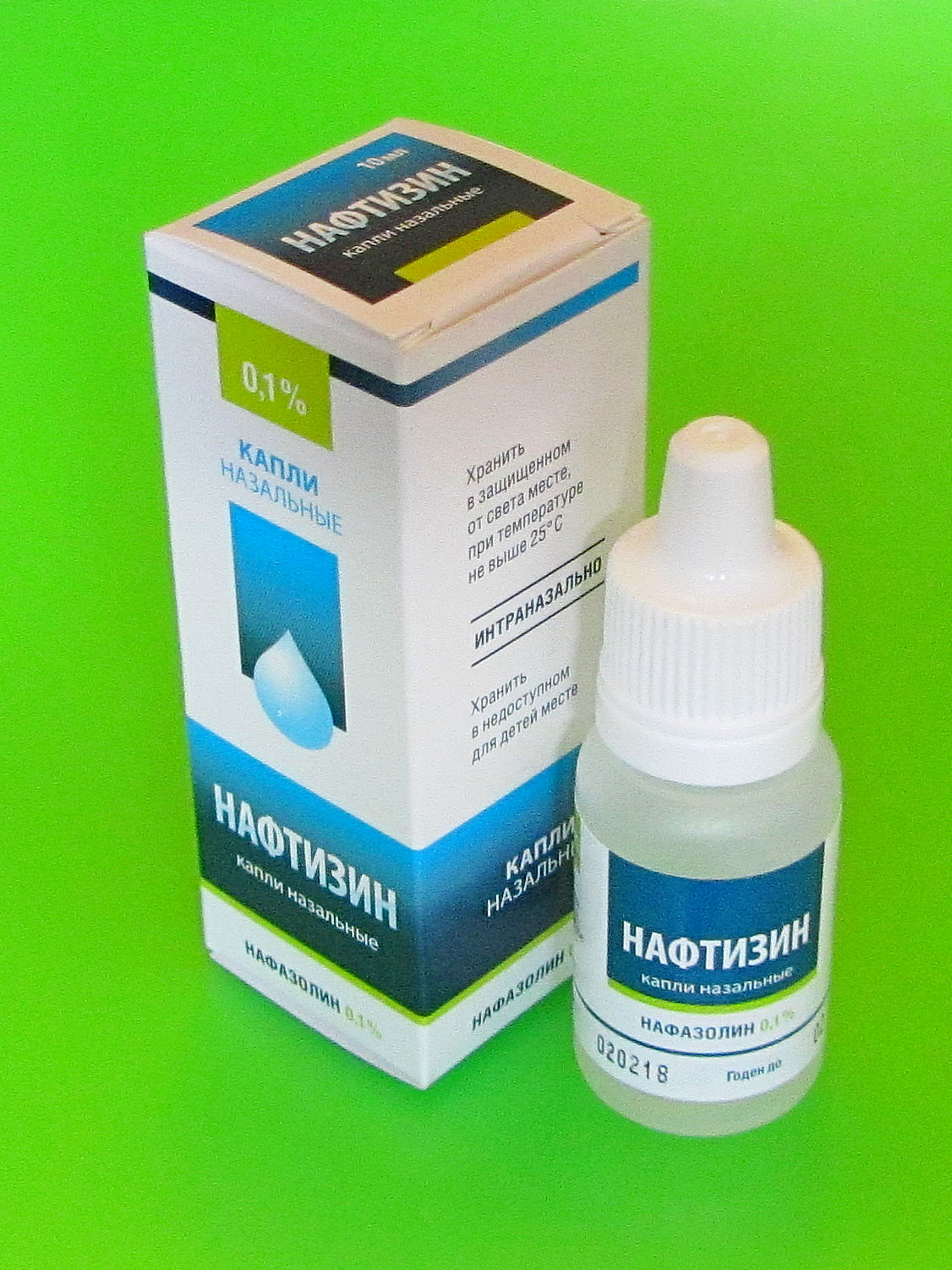
НАФТИЗИН

Острый ринит, поллиноз, синусит, гайморит, ларингит, евстахиит, отёк гортани аллергического генеза и на фоне облучения, гиперемия слизистой оболочки после операций на верхних дыхательных путях, носовое кровотечение, хронический конъюнктивит; риноскопия (в комбинации с местноанестезирующими средствами).

## Противопоказания
Гиперчувствительность, закрытоугольная глаукома, артериальная гипертензия, тахикардия, выраженный атеросклероз, тяжелые заболевания глаз, сахарный диабет, тиреотоксикоз, хронический ринит, одновременный прием ингибиторов МАО и десятидневный период после окончания их применения, детский возраст (до 1 года).
Применение при беременности и кормлении грудью:
Категория действия на плод по FDA — C.

## Побочные действия
Местные реакции: раздражение слизистой оболочки, реактивная гиперемия; при длительном применении — набухание слизистой оболочки, приводящее к стойкой заложенности носа. Также при длительном применении —  сухость в горле. 
Системные реакции: тошнота, головная боль, повышение АД, тахикардия.
При длительном приёме вызывает у больных хроническими ринитами медикаментозный ринит, стойкую физиологическую и психологическую зависимость (так называемая «нафтизиновая зависимость»).

## Взаимодействие
Замедляет всасывание местноанестезирующих средств. Трициклические антидепрессанты, мапротилин — усиливают эффект. Несовместим с ингибиторами МАО.

## Передозировка
Симптомы: понижение температуры тела, брадикардия, повышение АД.
Лечение: симптоматическое.